# 45298 Williamon
45298 Williamon este un asteroid din centura principală de asteroizi.

## Descriere
45298 Williamon este un asteroid din centura principală de asteroizi. A fost descoperit pe 5 ianuarie 2000 la Kitt Peak National Observatory de A. Block. El prezintă o orbită caracterizată de o semiaxă mare de 3,08 ua, o excentricitate de 0,16 și o înclinație de 10,1° în raport cu ecliptica.